# Dżawad Hesari
Dżawad Hesari – wieś w Iranie, w ostanie Azerbejdżan Zachodni, w szahrestanie Mijandoab. W 2006 roku liczyła 1407 mieszkańców.